# ORP Gdynia (1939 - eks Kościuszko)
Zasugerowano, aby zintegrować ten artykuł z artykułem SS Kościuszko (dyskusja). Nie opisano powodu propozycji integracji.
ORP Gdynia – okręt baza Polskiej Marynarki Wojennej podczas II wojny światowej, dawny statek pasażerski SS "Kościuszko". Był jednym z trzech polskich okrętów noszących tę nazwę. Stacjonował w Devonport i służył do zakwaterowania i szkolenia kadr.

## Dowódcy
- kmdr por. Włodzimierz Kodrębski (23 XI – 17 XII 1939)[1]
- kmdr por. Karol Trzasko-Durski (17 XII 1939 – 30 IX 1940)
- kmdr Witold Zajączkowski (21 IX 1940 – 24 VI 1941)

Zastępcy dowódcy
- kmdr por. Aleksander Hulewicz 28 XI 1940 – V 1941 [1].